# Nguyễn Hoàn
Nguyễn Hoàn (Chữ Hán: 阮俒; 1713–1792) tự là Thích Đạo, là đại thần, nhà Sử học và nhà Thơ thời Lê trung hưng trong lịch sử Việt Nam.

## Sự nghiệp
Nguyễn Hoàn là con trai thứ hai của Nguyễn Hiệu với bà Quận phu nhân Nguyễn Thị Huệ, quê gốc ở làng Lan Khê (sau đổi là Phương Khê), huyện Nông Cống, tỉnh Thanh Hóa (địa danh này nay thuộc làng Phương Khê, xã Nông Trường, huyện Triệu Sơn, tỉnh Thanh Hóa). Ông sinh ngày 20 tháng 5 năm Quý Tỵ, niên hiệu Vĩnh Thịnh thứ 9 (1713) ở xứ Hàng Dầu, kinh thành Thăng Long. Thủa nhỏ, ông nổi tiếng là thông minh, hiếu học, nhiều thầy dạy khen ông là kỳ tài.
Năm Nhâm Tý (1732), ông đậu Giải nguyên lúc 20 tuổi. Năm Quý Sửu (1733), thi Hội, đậu Tam trường. Cũng trong năm này, ông được bổ dụng làm Đại lý tự Thừa. Năm Canh Thân (1740), ông được bổ giữ chức Tri phủ phủ Thiên Phúc (xứ Kinh Bắc).
Năm Quý Hợi (1743), tức 8 năm sau khi cha là Nguyễn Hiệu mất (năm 1735), ông đỗ Hội nguyên năm 31 tuổi; vào Đình thí, ông đỗ Đệ tam giáp đồng Tiến sĩ xuất thân. Sau đó, ông được bổ chức Cấp sự trung Hộ khoa. Tháng Hai năm Ất Sửu (1745), Trịnh Sâm ra ở ngôi Thế tử, chúa Trịnh Doanh (1740 - 1767) sai Phủ doãn Phụng Thiên là Dương Công Chú và Cấp sự trung Nguyễn Hoàn giữ chức Tả - Hữu tư giảng có trách nhiệm dạy văn, còn Tạo sĩ Nguyễn Đình Thạch là thầy dạy võ.
Năm Mậu Thìn (1748), ông được bổ làm Thiêm sai Phủ liêu. Năm Canh Ngọ (1750) khi tiến đánh cuộc nổi dậy của Nguyễn Danh Phương ở núi Ngọc Bội (nay thuộc tỉnh Vĩnh Phúc), ông được chúa Trịnh Doanh giao cho trọng trách trông coi phủ chúa. Năm Nhâm Thân (1752), ông được giao nhiệm vụ phúc khảo kỳ thi Hương năm Tân Mùi (1751).
Năm Bính Tý (1756) trong vụ án Điển thân, vì tính nhân hậu, không nỡ kết tội nặng các tội nhân, nên ông bị quở trách và giáng xuống làm Hàn lâm Hiệu thảo. Tháng Chín năm Đinh Sửu (1757), ông giữ chức trách phúc khảo kỳ thi Sĩ vọng. Mùa Đông tháng 10 năm Mậu Dần (1758), Thế tử Trịnh Sâm được tấn phong làm Tiết chế các xứ thủy bộ chư quân, kiêm Chưởng chính cơ, Thái úy Tĩnh Quốc công mở phủ Lượng quốc. Lúc bấy giờ Giảng quan là Nguyễn Hoàn làm Thập châm (mười bài châm) dâng lên. Trịnh Sâm khen và nhận lấy.
Năm Tân Tỵ (1761), ông được thăng chức Đông các Đại học sĩ. Đến tháng Chín, ông giữ chức Phủ doãn phủ Phụng Thiên. Năm Nhâm Ngọ (1762), ông vào Phủ liêu giữ chức Thiêm sai. Tháng Chạp năm Bính Tuất (1766), Ân vương Trịnh Doanh sai ông đưa tập Ngọc huấn để răn dạy Thế tử. Tháng Giêng năm Đinh Hợi (1767), chúa Trịnh Doanh mất, Trịnh Sâm vào hầu hạ ở cung Lạng Âm (nơi cư tang) nên đã giao cho ông giữ Quốc phủ. Đến tháng Sau, theo định lệ khảo khóa, xét bàn và trao chức tước cho trăm quan, ông được thăng làm Tả thị lang bộ Công, tước Thụy Trạch hầu. Sau đó, chúa cho vời Nguyễn Nghiễm vào phủ chúa làm Tham tụng; Nguyễn Hoàn và Vũ Miên đều làm Bồi tụng.
Tháng 3 năm Mậu Tý (1768), Hữu tư giảng Nguyễn Hoàn dâng sách Tiềm long thực lục; lại tiến sách Kim giám tập, đồng thời ông được sai chép sách Trí kính tập. Cũng trong năm này, Trịnh Sâm phong cho thầy dậy của mình là Nguyễn Hoàn làm Quốc sư. Tước hiệu Quốc sư bắt đầu có từ Nguyễn Hoàn.
Tháng 4 năm Kỷ Sửu (1769), nhân việc đến yết kiến vua Lê Hiến Tông ở điện Vạn Thọ và bái yết Tiên thánh sư (Khổng Tử) ở Văn Miếu - Quốc Tử Giám, chúa Trịnh Sâm đã đến chơi nhà Nguyễn Hoàn và "ban ơn rất hậu, cho hẳn tòa biệt thự đang ở làm của riêng". Tháng Tám cùng năm, chúa lại phong cho ông làm Hữu thị lang bộ Binh.
Tháng 5 năm Canh Dần (1770), ông giữ chức Đô ngự sử; Lê Quý Đôn, làm Phó Đô ngự sử, Vũ Miên làm Thiêm đô Ngự sử. Đến tháng Chín, ông được thăng lên làm Thượng thư bộ Công. Tháng Mười ông được chúa ban thế nghiệp điền 100 mẫu ở huyện Nông Cống (Thanh Hóa). Vì có công trong việc tu sửa và mở mang Văn Miếu - Quốc Tử Giám, nên tháng 11 năm sau, chúa Trịnh cho ông vào chầu Kinh diên (nơi vua đọc sách).
Tháng 8 năm Quý Tỵ (1773), ông được thăng làm Thượng thư bộ Lại, gia hàm Thiếu phó.
Tháng 5 năm Giáp Ngọ (1774), ông kiêm chức Tri Hàn lâm viện. Đến cuối tháng 11 đầu tháng 12 (đầu 1775), khi chúa Trịnh Sâm và Hoàng Ngũ Phúc nam chinh tiến đánh chúa Nguyễn ở Đàng Trong, đã giao cho Nguyễn Hoàn cùng Nguyễn Đình Thạch, Nguyễn Đình Huấn, Lê Quý Đôn lưu giữ kinh thành, cho tùy tiện thi hành mọi việc.
Tháng Giêng năm Ất Mùi (1775), Bồi tụng Nguyễn Hoàn tạm quyền làm lễ tế Đàn Nam Giao. Đến tháng Năm, ông được phong tước Hoàn Quận công. Vì trước đây, khi ông làm Tả tư giảng, Thế tử Trịnh Sâm có viết đùa mấy chữ Thượng thư, Quốc sư, Hoàn Quận công đưa cho Nguyễn Hoàn. Đến nay, ông đem những chữ ấy dâng lên. Chúa Trinh Sâm bèn ban cho tước này. Tháng Sáu cùng năm, chúa Trịnh Sâm sai Nguyễn Hoàn, Lê Quý Đôn, Vũ Miên kiêm chức Tổng tài và các nho thần làm Toản tu: Ngô Thì Sĩ, Phạm Nguyễn Du, Ninh Tốn, Nguyễn Sá (còn có tên là Nguyễn Trạch; con trưởng Nguyễn Hoàn) đều dự làm quốc sử''.
Năm Bính Thân (1776), ông được phong chức Thái tử Thái bảo.
Tháng Giêng, năm Đinh Dậu (1777), Nguyễn Hoàn thay chúa làm lễ Tế Giao (lần thứ hai). Đến cuối tháng Ba, Tham tụng Nguyễn Hoàn đã 65 tuổi, xin về trí sĩ, được thăng Thái phó, ban Quốc lão tham dự triều chính; lại cho đặt tiệc tại nơi ở; triều thần hội tiễn. Vua Lê Hiển Tông và chúa Trịnh Sâm tặng một bài thơ lưu biệt. Về trí sĩ được ba ngày, đầu tháng Tư, chúa lại cho người triệu Nguyễn Hoàn vào kinh, cho làm Phụng thị ngũ lão (Năm vị nguyên lão đại thần).
Tháng Chín năm Kỷ Hợi (1779), vì người con trai cả là Nguyễn Trạch mất, nên ông xin chúa cho trí sĩ, đề cử Bồi tụng Phan Trọng Phiên làm Tham tụng. Nhân đó, chúa vinh phong ông làm Phụ quốc công thần.
Tháng Chín năm Nhâm Dần (1782), khi Trịnh Sâm sắp mất, theo đề xuất của Huy Quận công Hoàng Tố Lý, có triệu Trịnh Kiều (là chú Trịnh Sâm) và Nguyễn Hoàn vào cùng nhận cố mệnh, lập Trịnh Cán làm Điện Đô vương cùng Đặng Thị Huệ trông coi chính sự, Nguyễn Hoàn làm Quốc sư. Khi kiêu binh làm loạn, giết Quận Huy bỏ Trịnh Cán lập Trịnh Tông nối ngôi chúa, Nguyễn Hoàn theo việc cũ của Ân vương Trịnh Doanh mà nói rằng: Việc đã như thế, mặc kệ cho chư quân làm, tức là ủng hộ việc cho Trịnh Tông nhiếp chính.
Năm Quý Mão (1783), lần thứ ba, ông được quyền thay vua làm lễ Tế Giao.
Năm Bính Ngọ (1786), khi Trịnh Tông bị bắt, ông cáo quan về trí sĩ ở làng Đa Sĩ (huyện Phúc Lộc, phủ Quốc Oai, đạo Sơn Tây; nay là phường Kiến Hưng, quận Hà Đông, Hà Nội). Sau đó được vua Lê Hiển Tông vời ra Thăng Long phục chức Tham tụng.
Năm Kỷ Dậu (1789), sau khi đại phá quân Thanh, Quang Trung vào thành Thăng Long và ra chiếu "chiêu hiền đãi sĩ" nhằm tập hợp và trọng dụng các sĩ phu Bắc Hà. Từ Đa Sĩ, Nguyễn Hoàn ra Thăng Long tiếp kiến, nhưng lấy lý do tuổi cao sức yếu, ông xin được trở về và được vua Quang Trung chấp thuận.
Ngày mồng Một tháng 5 năm Nhâm Tý, niên hiệu Quang Trung thứ 5 (1792), Nguyễn Hoàn mất tại làng Đa Sĩ, thọ 80 tuổi. Mộ táng trong vườn thuộc xóm Bắc làng Đa Sĩ; sau cải táng sang làng Mậu Lương và đến năm Quý Mùi (1823), mộ ông được rời về Cồn Lốc, làng Phương Khê (địa danh này nay thuộc xã Nông Trường, huyện Triệu Sơn, tỉnh Thanh Hóa).

## Văn - sử

### Văn tịch chí
Nguyễn Hoàn có hai tác phẩm được lưu truyền là:
1. Loại Kinh sử, ông có tham gia Quốc sử tục biên, 6 quyển
2. Loại Truyện ký, ông có cuốn Đăng khoa lục, 3 quyển

Ông hiệu chỉnh sách Đỉnh khiết lịch triều đăng khoa lục, soạn nhạc chương phần "Lương Mục Vương", soạn văn bia Quỳnh Phúc tự bi ký, nhuận sắc Văn bia đề danh Tiến sĩ khoa Quý Mùi, niên hiệu cảnh Hưng năm thứ 24 (1763), soạn Văn bia đề danh Tiến sĩ khoa Ất Mùi, niên hiệu cảnh Hưng năm thứ 36 (1775) và Văn bia đề danh Tiến sĩ khoa Mậu Tuất, niên hiệu cảnh Hưng năm thứ 39 (1778)

### Thơ
Nguyễn Hoàn cũng như cha ông (Nguyễn Hiệu) không chỉ làm quan to mà còn viết sách, làm thơ: Thập châm (10 bài châm), Tiềm long thực lục và Kim giám tập.

## Gia đình

### Vợ
- Chính thất: Họ Phạm, húy Tập (Phạm Thị Tập) - con gái quan Thám Hoa Phạm Khiêm Ích, hiệu Huy Nha, chức Quận phu nhân; người làng Kim Sơn, Gia Lâm, lấy chồng lúc 17 tuổi; mất năm Nhâm Dần (1782) tháng Bảy, ngày 17, thọ 67 tuổi, mộ ở xứ Cồn Lốc; sinh một con trai, ba con gái.
- Thứ thất: Họ Lê, húy Nhật (Lê Thị Nhật), hiệu Trinh Túc, người làng Nhân Mục, Thanh Trì, con gái quan Tham nghị Lê Thế Toại, 15 tuổi đi lấy chồng. Năm Minh Mệnh thé 5 (1824), tháng Nam, ngày mồng 4 cụ bà mất, thọ 70 tuổi, mộ táng tại làng Nhân Mục; sinh ra ông Nguyễn Khê.
- Á thất: Họ Lê, em gái Tạo sĩ Lê Thế Trâm, người làng Nhân Mục, là chị họ bà thứ thất Lê Thị Nhật.Bà thiếp Hoàng Thị Vĩnh, người lang Kim Động, xã Hoàng Xá, sinh ra ông Nguyễn Tín

### Con

#### Con trai
1. Nguyễn Trạch (1760-1799) (Ôn Cẩn phủ quân), còn có tên Nguyễn Sá. Đặc tứ tiến triều, Triều liệt Đại phu, Phụng Thiên Phủ doãn, Tham đồng, Đề lĩnh Tứ thành quân vụ, Quốc sử Toản tu, Châu Lĩnh hầu (Toản tu việc soạn Đại Việt sử ký tục biên cùng Ngô Thì Sỹ, Phạm Nguyễn Du, Ninh Tốn). Có vợ là con gái Tiến sĩ Đào Xuân Lan.
2. Nguyễn Khê (Thuần Tĩnh phủ quân), sinh năm Canh Dần niên hiệu Cảnh Hưng thứ 31. Làm quan chức Hoằng Tín Đại phu, Quả Nghị Tướng quân, Trung Thành môn Vệ úy xuất thân, Thanh Xuyên bá. Lấy vợ là con gái của Tiến sĩ Phan Huy Ích
3. Nguyễn Thiện: sinh năm Quý Tỵ niên hiệu Cảnh Hưng thứ 34. Năm này Trịnh Sâm tặng Nguyễn Hoàn 4 chữ đại tự là Thiên Phúc Thiện Nhân, đúng lúc Nguyễn Hoàn được ban tặng chữ thì Nguyễn Thiện ra đời nên đặt tên như vậy. Làm quan chức Hoằng Tín Đại phu, Quả Nghị Tướng quân, Trung Thành môn Vệ úy xuất thân, Phúc Xuyên bá. Lấy vợ là con gái của Quốc tử giám Tế tửu, hành Tham tụng Vũ Miên.
4. Nguyễn Tín: tên khác là Đoan. Làm quan chức Hoằng Tín Đại phu, Trung Thành môn Vệ úy xuất thân, Kim Lĩnh bá. Lấy vợ là con gái Tiến sĩ Đốc trấn Nguyễn Hương.

#### Con gái
- Nguyễn Thị Nghiêm, Nguyễn Thị Mai, Nguyễn Thị Kỳ (con bà chính thất), Nguyễn Thị Chiến (con bà thiếp tên Nguyệt), Nguyễn Thị Tình (em cùng mẹ với ông Nguyễn Tín)